# Савана (Тенеси)
Савана (енгл. Savannah) град је у америчкој савезној држави Тенеси.

## Демографија
По попису из 2010. године број становника је 6.982, што је 65 (0,9%) становника више него 2000. године.
| Група             | 2000.         | 2010.         |
| Белци             | 6.160 (89,1%) | 5.979 (85,6%) |
| Афроамериканци    | 592 (8,6%)    | 552 (7,9%)    |
| Азијати           | 20 (0,3%)     | 45 (0,6%)     |
| Хиспаноамериканци | 78 (1,1%)     | 222 (3,2%)    |
| Укупно            | 6.917         | 6.982         |